# Dorytosomimus vestitus
Dorytosomimus vestitus – gatunek chrząszcza z rodziny ryjkowcowatych, jedyny przedstawiciel rodzaju Dorytosomimus.

## Zasięg występowania
Ameryka Południowa, występuje w Argentynie, Paragwaju i Urugwaju.

## Budowa ciała
Ciało wydłużone. Ubarwienie czerwonobrązowe, całe ciało pokryte gęstymi, jasnobrązowymi włoskami.